# Cère (Landes)
Cère település Franciaországban, Landes megyében. Lakosainak száma 416 fő (2022. január 1.). Cère Brocas, Canenx-et-Réaut, Garein, Geloux, Uchacq-et-Parentis, Saint-Avit és Saint-Martin-d’Oney községekkel határos.

## Népesség
A település népességének változása:
| Lakosok száma | 254  | 258  | 279  | 383  | 411  | 406  | 411  | 411  | 408  | 416  |
|               | 1968 | 1982 | 1990 | 2006 | 2013 | 2015 | 2017 | 2019 | 2020 | 2022 |